# Pihtla kommun
Pihtla kommun var en tidigare landskommun i landskapet Saaremaa (Ösel) i västra Estland. Kommunen uppgick den 23 oktober 2017 i den då nybildade Ösels kommun.
Den var belägen på ön Ösel i Östersjön, öster om Kuressaare och 170 km sydväst om huvudstaden Tallinn. Kommunen hade 1 305 invånare (2011). Centralort var byn Pihtla, med 83 invånare. Att estlandssvenskar har varit bosatta på platsen tyder ortnamen Suure-Rootsi och Väike-Rootsi vilka på estniska betyder Stora och Lilla Sverige.

## Orter
Kommunen saknade tätbebyggda orter.

### Byar
Till kommunen hör byarna:
- Eiste
- Ennu
- Haeska
- Hämmelepa
- Iilaste
- Ilpla
- Kaali
- Kailuka
- Kangrusselja
- Kiritu
- Kõljala
- Kõnnu
- Kuusiku
- Laheküla
- Leina
- Liiva
- Liiva-Putla
- Masa
- Matsiranna
- Metsaküla
- Mustla
- Nässuma
- Pihtla (centralort)
- Püha
- Rahniku
- Räimaste
- Rannaküla
- Reeküla
- Reo
- Sagariste
- Salavere
- Sandla
- Sauaru
- Saue-Putla
- Sepa
- Sutu
- Suure-Rootsi
- Tõlluste
- Väike-Rootsi
- Väljaküla
- Vanamõisa

## Natur och klimat

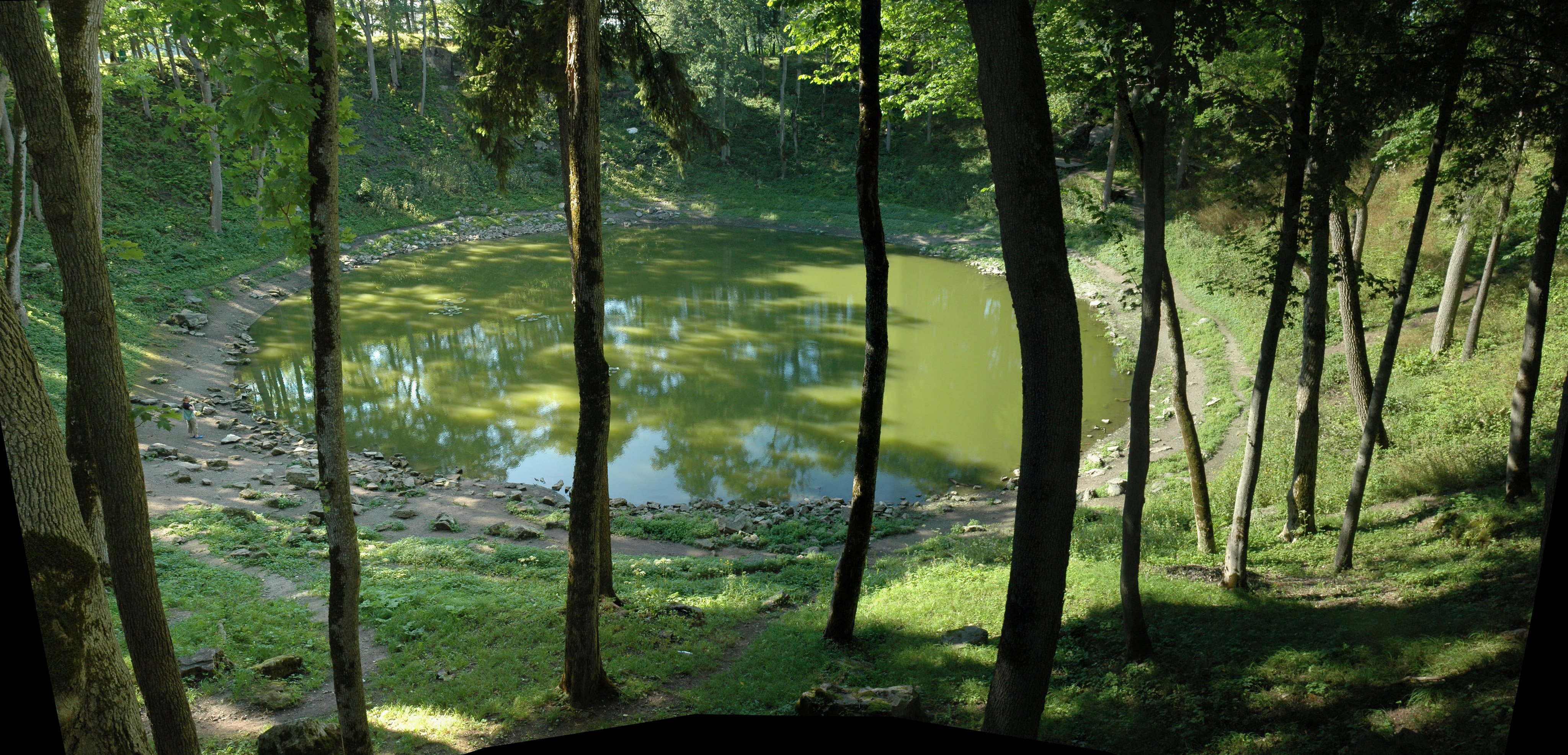
Meteoritkratern i Kaali

I området finns meteoritkratern i Kaali, som skapats av ett meteoritnedslag för omkring 7 500 år sedan. Kratern är omkring 110 meter i diameter.
Trakten ingår i den hemiboreala klimatzonen. Årsmedeltemperaturen i trakten är 6 °C. Den varmaste månaden är augusti, då medeltemperaturen är 18 °C, och den kallaste är januari, med −4 °C.